# 施派歇爾貝肯洛薩一湖

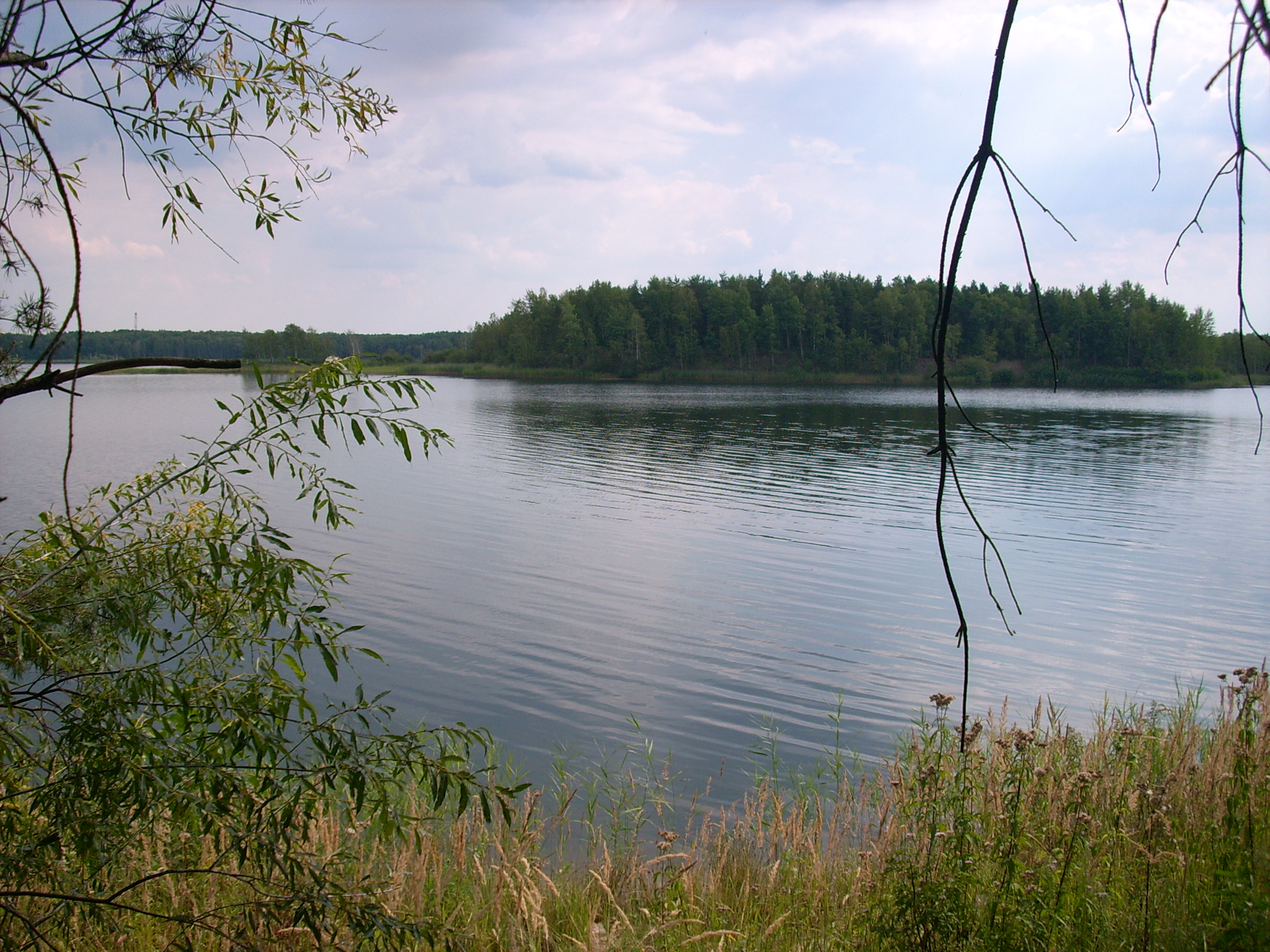

51°22′38″N 14°23′37″E / 51.37722°N 14.39361°E
施派歇爾貝肯洛薩一湖（德語：Speicherbecken Lohsa I），是德國的湖泊，位於該國東部，由薩克森自由州負責管轄，面積3.2平方公里，海拔高度123米，平均水深13米，最大水深22米，湖岸線長度18公里，水體容量380萬立方米。